# Buenavista de Aldama
Buenavista de Aldama är en ort i Mexiko.   Den ligger i kommunen Coatlán del Río och delstaten Morelos, i den sydöstra delen av landet, 80 km söder om huvudstaden Mexico City. Buenavista de Aldama ligger 1 065 meter över havet och antalet invånare är 343.
Terrängen runt Buenavista de Aldama är varierad. Runt Buenavista de Aldama är det ganska tätbefolkat, med 116 invånare per kvadratkilometer. Närmaste större samhälle är Puente de Ixtla, 19,8 km sydost om Buenavista de Aldama. I omgivningarna runt Buenavista de Aldama växer huvudsakligen savannskog.